# Rhaphuma vittata
Rhaphuma vittata är en skalbaggsart som först beskrevs av Charles Joseph Gahan 1907.  Rhaphuma vittata ingår i släktet Rhaphuma och familjen långhorningar. Inga underarter finns listade i Catalogue of Life.